# Orphée et Eurydice (film, 1985)
Pour plus de détails, voir Fiche technique et Distribution.
Pour les articles homonymes, voir Orphée (homonymie) et Eurydice (homonymie).
Orphée et Eurydice (Orfeusz és Eurydiké) est un téléfilm hongrois d'István Gaál réalisé en 1985.

## Fiche technique
- Titre original : Orfeusz és Eurydiké
- Titre français : Orphée et Eurydice
- Réalisation : István Gaál
- Scénario : István Gaál d'après le livret de Ranieri de' Calzabigi, Orphée et Eurydice
- Décors : Veronika Mattheidesz
- Costumes : Judit Gombár
- Photographie : Sándor Kurucz, József Lörincz, Sándor Sára
- Montage : István Gaál
- Musique : Tibor Erkel
- Production : Tamás Zankó
- Société(s) de production : Budapest Filmstúdió
- Pays d’origine :  Hongrie
- Langue originale : hongrois
- Format : couleur — 35 mm — 1.33,1 — son Mono
- Genre : Film musical
- Durée : 95 minutes
- Dates de sortie :
  - Hongrie : 6 janvier 1986

## Distribution
- Lajos Miller : Orphée (chant)
- Sándor Téri : Orphée
- Maddalena Bonifacio : Eurydice (chant)
- Enikõ Eszenyi : Eurydice
- Veronika Kincses : Amore (chant)
- Ákos Sebestyén : Amore